# 金元嬉
金元嬉（1972年6月9日—），首尔特别市麻浦区人，大韩民国电视综艺MC、演员。

## 早期经历
- 麻浦小学(毕业)
- 东明女子中学 (毕业)
- 培成女子商业高中 (毕业)
- 光云大学广播演艺学系 (中途退学)

## 职业生涯
1991年以CF模特身份出道，1992年通过 MBC 第21期公开招募艺人正式出道。曾报考 SBS 第2期公开招募但落选，同期挑战该选拔的还有演员丁善姬。尽管以演员身份出道，但更多活跃于电视综艺领域。

## 作品

### 电影
- 《爱情战争》 - 淑熙
- 《无法接吻的男人》 - 刘美娜
- 《Extra》 -医生
- 《东海与白头山》
- 《家族的危机》 - 检察官
- 《谁和她睡过觉？》 - 在成母
- 《家族的复活》 - 金振庆检察官
- 《爱情房选手与母亲》- 爱情房寄宿屋主人惠淑

### 电视剧
- 《TV 孙子兵法》（KBS2）- 高福南
- 《同一屋檐下三家族》(MBC)
- 《无洞之家》（MBC）- 周贤的大学朋友
- 《儿子与女儿》（MBC）
- 《暴风的季节》（MBC）
- 《首尔的月》（MBC）- 李虎顺
- 《KBS Drama Special》（KBS2）
- 《这个女人的生活法》（SBS）- 崔允娜
- 《张禧嫔》（SBS） - 仁显王后闵氏
- 《KBS 独幕剧剧场》（KBS2）
- 《不自由家族》（SBS）
- 《Color - Gray》（KBS2）
- 《林巨正》（SBS）
- 《梦想的宫殿》（SBS）
- 《赤脚的青春》（KBS2）
- 《洪吉童》（SBS）- 仁玉
- 《银实》（SBS）
- 《女王》（SBS）
- 《小偷的女儿》（SBS）- 金明善
- 《爱情需要奇迹》（SBS）- 车凤心
- 《不要问过去》（OCN）

### 电视节目（主持、出演）
- 《挑战推理特级》（MBC）
- 《谜题特级列车》（KBS2）
- 《了不起的食谱 - 去超市吧》（KBS2）
- 《家族出发了 第二季》（SBS）
- 《Hey Hey Hey》（SBS）
- 《Hey Hey Hey 第二季》（SBS）
- 《星期天真好 - X-Man 25 期》（SBS）
- 《刘在锡 金元熙的玩吧》（MBC）
- 《神秘 TV 惊喜》（MBC）
- 《不满零》（MBC）
- 《三色女脱口秀》（MBC Every 1、MBC DramaNet）
- 《维他命》（KBS2）
- 《他没有爱上你》（Mnet）
- 《亲爱的百年客人》（SBS）
- 《对话》（Story on）
- 《愤怒王》（Channel A）
- 《家常菜的女王》（JTBC）
- 《3 日的爱情》（iTV）
- 《治愈美容秀 美丽的你》（TV 朝鲜）
- 《人生第一次》（TV 朝鲜）
- 《1 VS 100》（KBS2）
- 《Show Power Video》（KBS2）
- 《酒友俱乐部》（KBS2）
- 《大韩民国 1 课时》（KBS2）
- 《生活 9 段的万物相》（TV 朝鲜）
- 《Video Star》（MBC Every1）
- 《春节特辑 最近的家族 - 有侄子就够了？》（SBS）
- 《载着爱情的 TV》（KBS2）
- 《最近的男人生活 - 新郎课程》（Channel A）
- 《You Quiz on the Block》（tvN）
- 《退休规划师们》（tvN STORY）
- 《脱下鞋子 奔跑吧 单身汉》（SBS）

### 广播节目（主持、出演）
- 《下午的发现》（MBC FM4U）
- 《正午的希望曲》（MBC FM4U）
- 《EBS 读书广播 朗读系列》（EBS FM，2016 年 7 月）

### 电视广告
- 1991年 斗山食品 塔可钟
- 1994年 东洋制果 原味后拉波口香糖
- 1995年 卡秀
- 1996年～1997年 LG生活健康 Home Star
- 1996年～1997年 LG 生活健康 Ambatal
- 1996年～1997年 LG 生活健康 Home Star Clean Shot
- 1996年 中外制药 华科尔 F
- 1996年 大邱百货店
- 1997年 现代药品 헬씨올리고
- 1997年 金刚制皂
- 1998年 海特真露 海特啤酒
- 1998年 KT PCS 016
- 1999年 银城开发 아이컬
- 1999年 샘표食品 국시장국
- 1999年 信用协同组合中央会
- 2000年 海马特
- 2000年 JCB卡
- 2000年 愛茉莉太平洋 Dantrol 博士洗发水
- 2000年 斐乐韩国
- 2000年 奥利奥 Okey
- 2000年 乐天牛奶 早晨牛奶
- 2001年 爱敬 Perfect 哈娜罗
- 2001年 CJ 第一制糖 午餐肉
- 2001年 아이존
- 2002年 乐天七星饮料 Cold Juice
- 2002年 金云
- 2002年 美國莊臣 雷达 Plus
- 2002年 美國莊臣 雷达 K Liquid
- 2002年 鍾根堂 Penjal
- 2002年 第一火灾
- 2002年 威尼雅电子 组合泡菜冰箱 眞品
- 2003年 威尼雅电子 苏皮亚空调 O2
- 2003年 Genesis BBQ
- 2003年 烤鸡村
- 2003年 柯唯 熊津 Lulu 马桶盖
- 2005年 纽柯亚奥特莱斯
- 2006年 CJ 第一制糖 白雪幸福豆
- 2007年 三星生命保险
- 2012年 明仁製藥株式會社 伊加坦
- 2017年 米斯特保龄球 Butterfly Nation

## 宣传大使
- 2000年 迪奥西斯宣传大使
- 2001年 爱尔兰度假村中心宣传大使
- 2002年 巴西出口振兴公社名誉宣传大使
- 2002年 国税厅名誉宣传委员
- 2002年 高阳税务署名誉宣传委员
- 2003年 KBO 宣传大使
- 2003年 校园暴力对策国民协议会宣传大使
- 2003年 原子力医院宣传大使
- 2006年 国税厅一日宣传大使
- 2015年 法务部人权局宣传大使
- 2017年 江南警察署宣传大使
- 2017年 行政自治部信息公开宣传大使
- 2019年 法务部名誉保护监察官

## 获奖
| 年份   | 获奖内容                                                           |
| ------ | ------------------------------------------------------------------ |
| 1995年 | - SBS 明星奖 电视剧部门 优秀演技奖                                 |
| 1996年 | - SBS 演技大赏 人气奖                                              |
| 1997年 | - 第 33 届 百想艺术大赏 TV 部门 人气奖                             |
| 1999年 | - SBS 演技大赏 10 大明星奖                                         |
| 2001年 | - SBS 演技大赏 情景喜剧部门 演技奖                                 |
| 2002年 | - 第 36 届 纳税者之日 总统表彰 - MBC 演技大赏 广播部门 优秀奖      |
| 2003年 | - 第 39 届 百想艺术大赏 TV 部门 人气奖                             |
| 2004年 | - MBC 广播演艺大赏 综艺部门 优秀奖                                 |
| 2005年 | - MBC 广播演艺大赏 综艺部门 优秀奖                                 |
| 2006年 | - 第 43 届 储蓄之日 总统表彰                                       |
| 2007年 | - 韩国志愿奉献大奖 文化艺术人部门 优秀奖 - MBC 广播演艺大赏 人气奖 |
| 2009年 | - 第 43 届 纳税者之日 模范表彰奖 - SBS 演艺大赏 最优秀 MC 奖       |
| 2010年 | - MBC 广播演艺大赏 MC 部门 特别奖                                  |
| 2011年 | - 第 47 届百想艺术大赏TV 部门女子综艺奖 - MBC 广播演艺大赏 PD 奖   |
| 2014年 | - SBS 演艺大赏 最佳 MC 奖                                          |
| 2015年 | - SBS演艺大赏 综艺部门 最优秀奖                                    |